# Sân bay Las Brujas (Colombia)
Sân bay Las Brujas (IATA: CZU, ICAO: SKCZ) là một sân bay ở Corozal, Colombia. Sân bay Las Brujas có 1 đường băng bề mặt nhựa đường. năm 2007, đã có 53.386 lượt hành khách thông qua sân bay này.

## Các hãng hàng không và các tuyến điểm
Hiện có các hãng hàng không sau đang hoạt động ở sân bay này:
- Aerolínea de Antioquia (Barranquilla, Medellín-Olaya Herrera, Valledupar)
- SATENA (Bogotá, Medellín-Olaya Herrera)